# Industrial Search And Rescue
La sigla Industrial Search And Rescue (ISAR) identifica le attività di ricerca e salvataggio di persone nell'ambito degli incidenti industriali, in particolare nelle grandi industrie a rischio di incidente rilevante, quali centrali elettriche ed impianti chimici o petrolchimici. Nasce come evoluzione specialistica del più noto USAR, ovvero Urban Search And Rescue, attività di ricerca e soccorso in ambiente urbano, nell'ambito di disastri quali terremoti, inondazioni, crollo di edifici per altre cause.

## L'ISAR nel mondo e in Italia
Il termine ISAR è correntemente utilizzato negli Stati Uniti, mentre in Europa non risulta essere attiva questa disciplina specialistica del soccorso, o almeno non lo è con tale denominazione. In Italia, il Corpo nazionale dei vigili del fuoco è dotato di mezzi e personale con specializzazione USAR; mentre le attività specialistiche di soccorso industriale sono una prerogativa dei Corpi di Vigili del Fuoco interni alle attività a rischio d'incidente rilevante.
Sono inoltre attive in Italia alcune società specializzate in tale specifico settore e che operano presso i principali siti industriali italiani: quali la "Emergency Global Consulting" di Livorno e la "Unitec" di Siracusa, operative con le proprie squadre nella quasi totalità delle raffinerie, petrolchimici e centrali energetiche italiane.